# یاسونوری تاکامی
یاسونوری تاکامی (انگلیسی: Yasunori Takami؛ زادهٔ ۶ ژانویهٔ ۱۹۶۴) بازیکن بیسبال اهل ژاپن است.